# سافوا العليا (إقليم فرنسي)

الشعار

موقع الإقليم

سافوا العليا 74  (بالفرنسية: Haute-Savoie)‏ هو إقليم فرنسي تابع لمنطقة رون ألب.
يقع هذا الإقليم جنوب شرق فرنسا على الحدود السويسرية واقرب مدينة سوسرية له هي جنيف (35كم) التي تعتبر على حدود هذا الإقليم ويعتبر من أهم الأقاليم السياحية في فرنسا لما يتمتع به من جبال خلابة كقمة جبل مون بلان وبحيرات تعد من أجمل بحيرات أوروبا كبحيرة آنسي وبحيرة ليمان الواقعة بن مدن جنيف (Genève)ولوزان (Lausanne)من الجانب السويسري ومدن افيان(Evian) وتونون(Thonon) في الجانب الفرنسي. عاصمة هذا الإقليم هي مدينة آنسي Annecy وأهم المدن هي شاموني Chamonix التي تحتضن افخم منتجعات التزلج في أوروبا ومدينة ايفيان (Evian) منبع المياه المعدنية المشهورة عالمياً.

## معرض صور

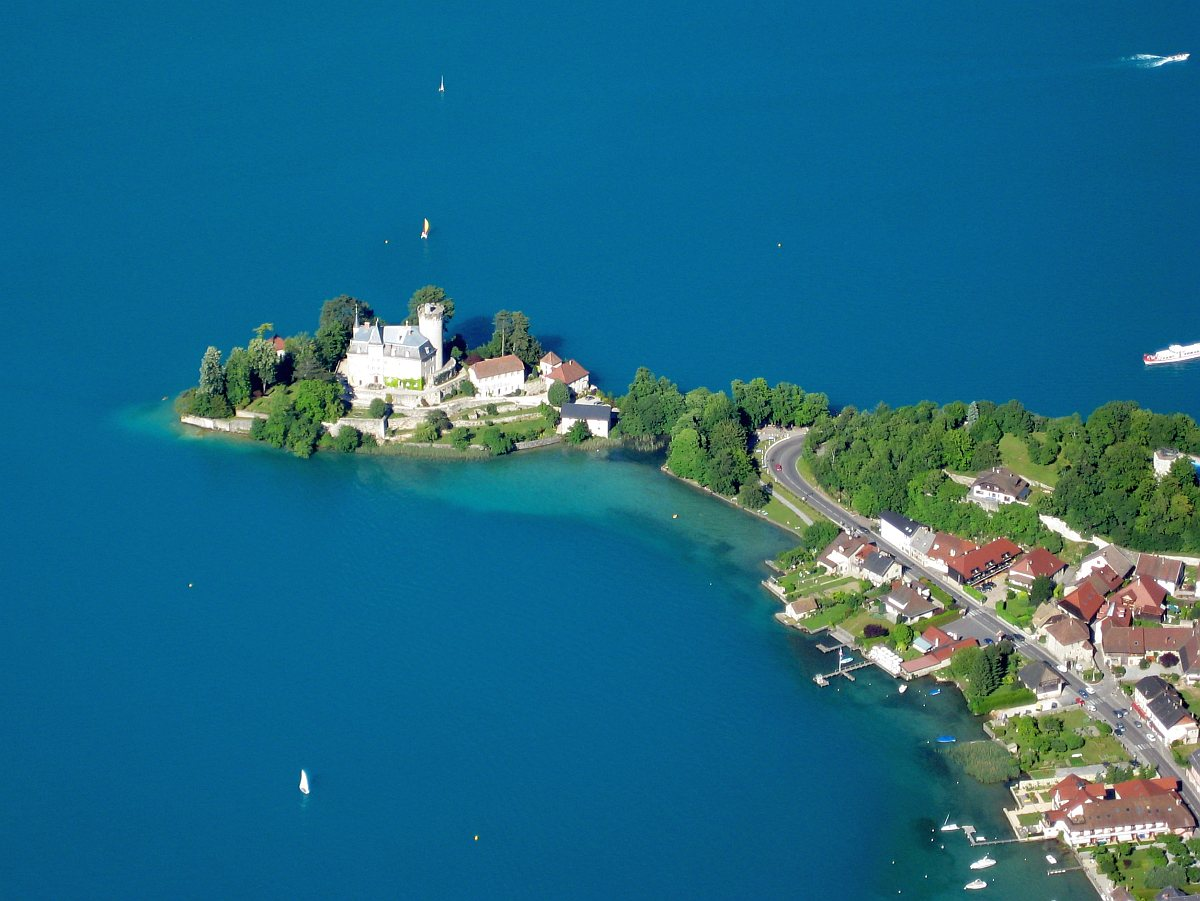
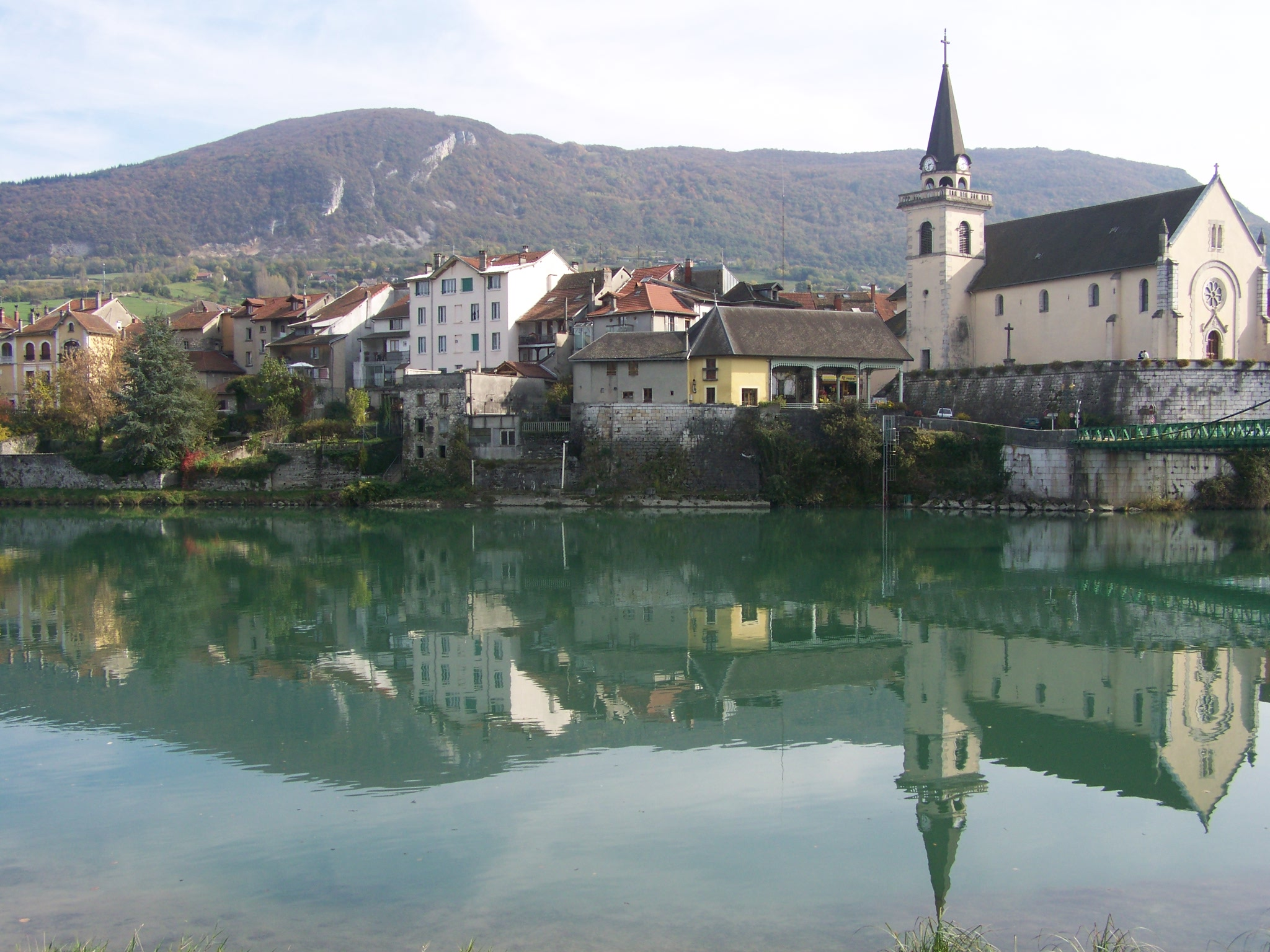
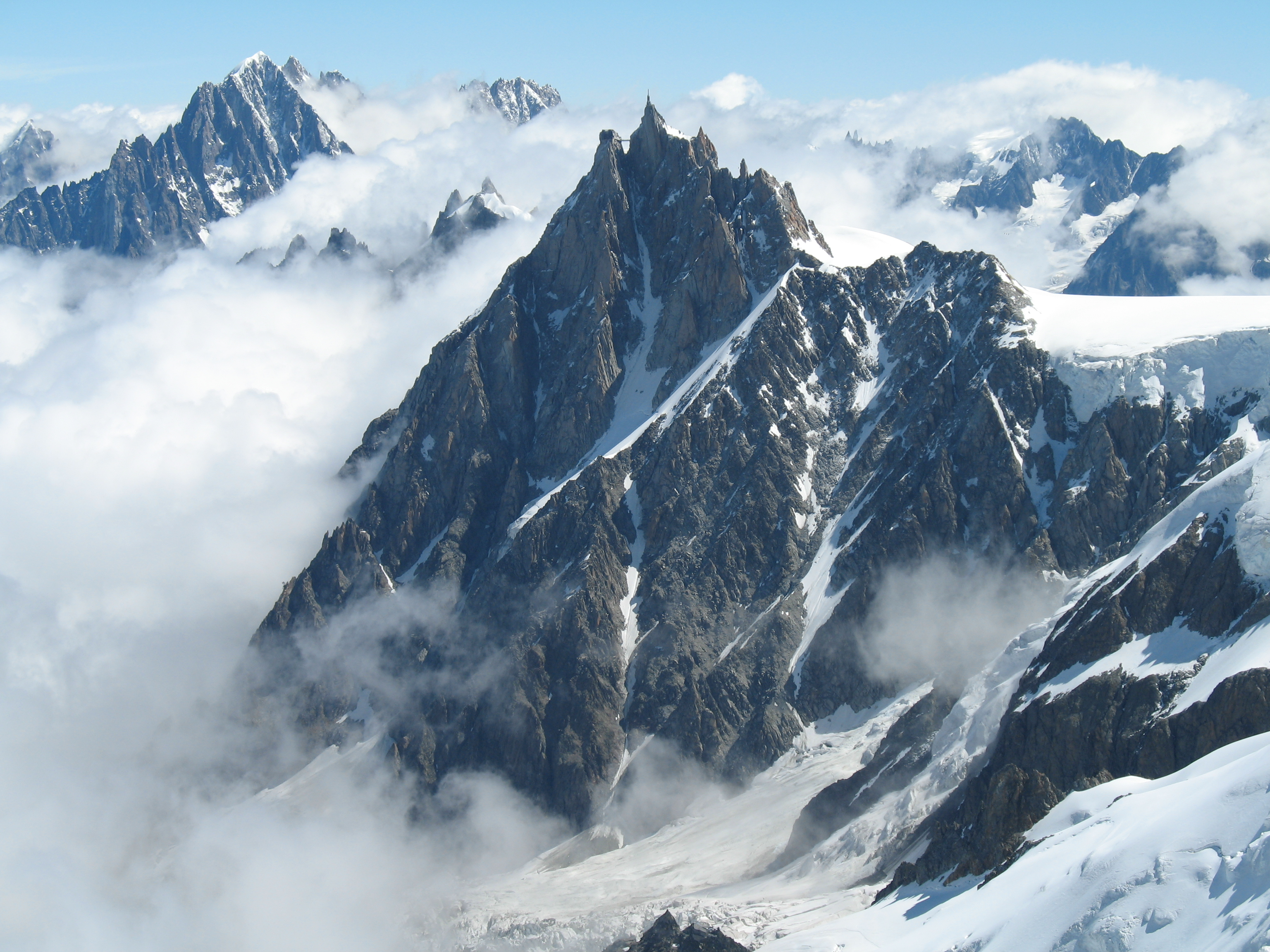
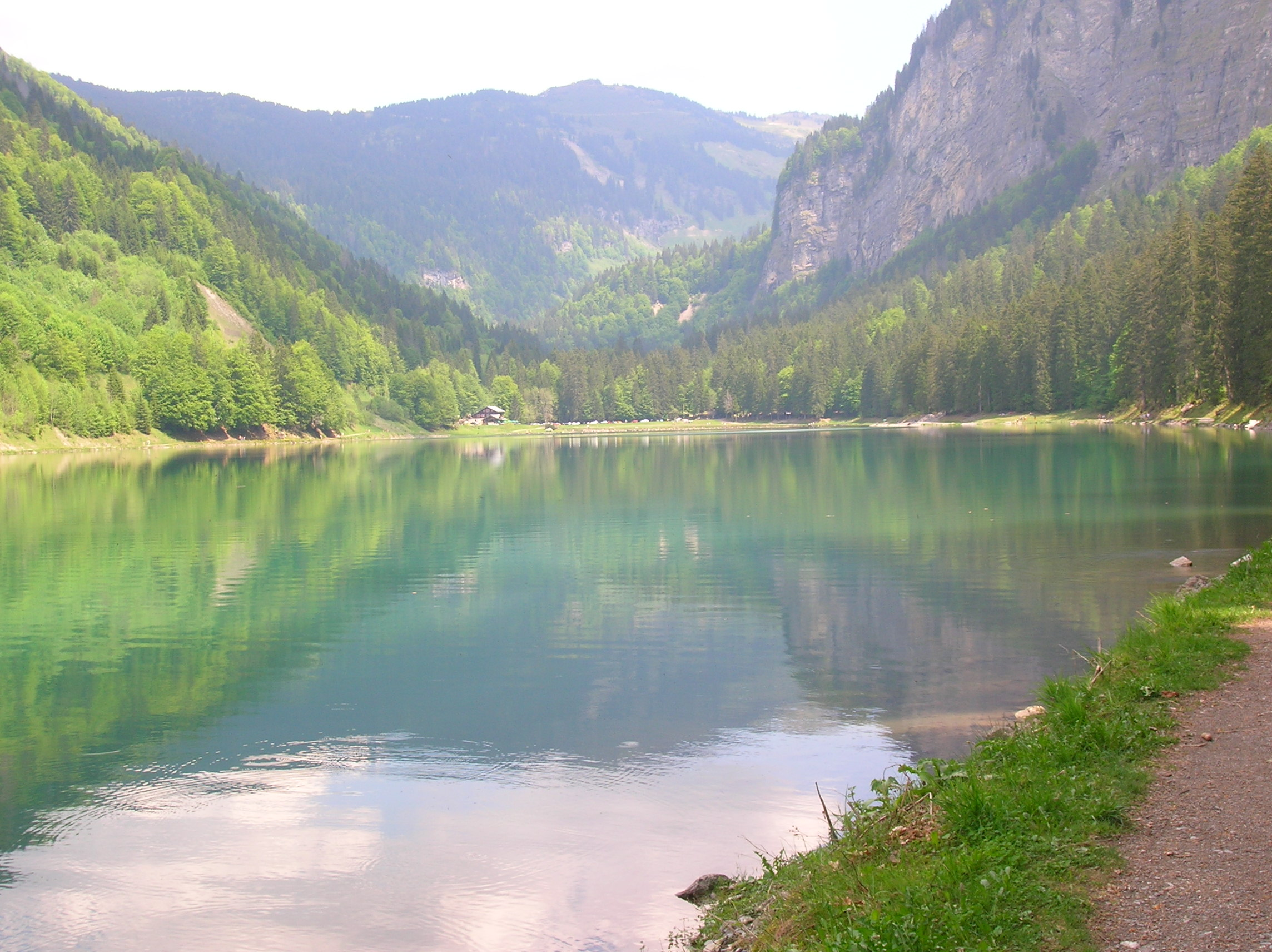
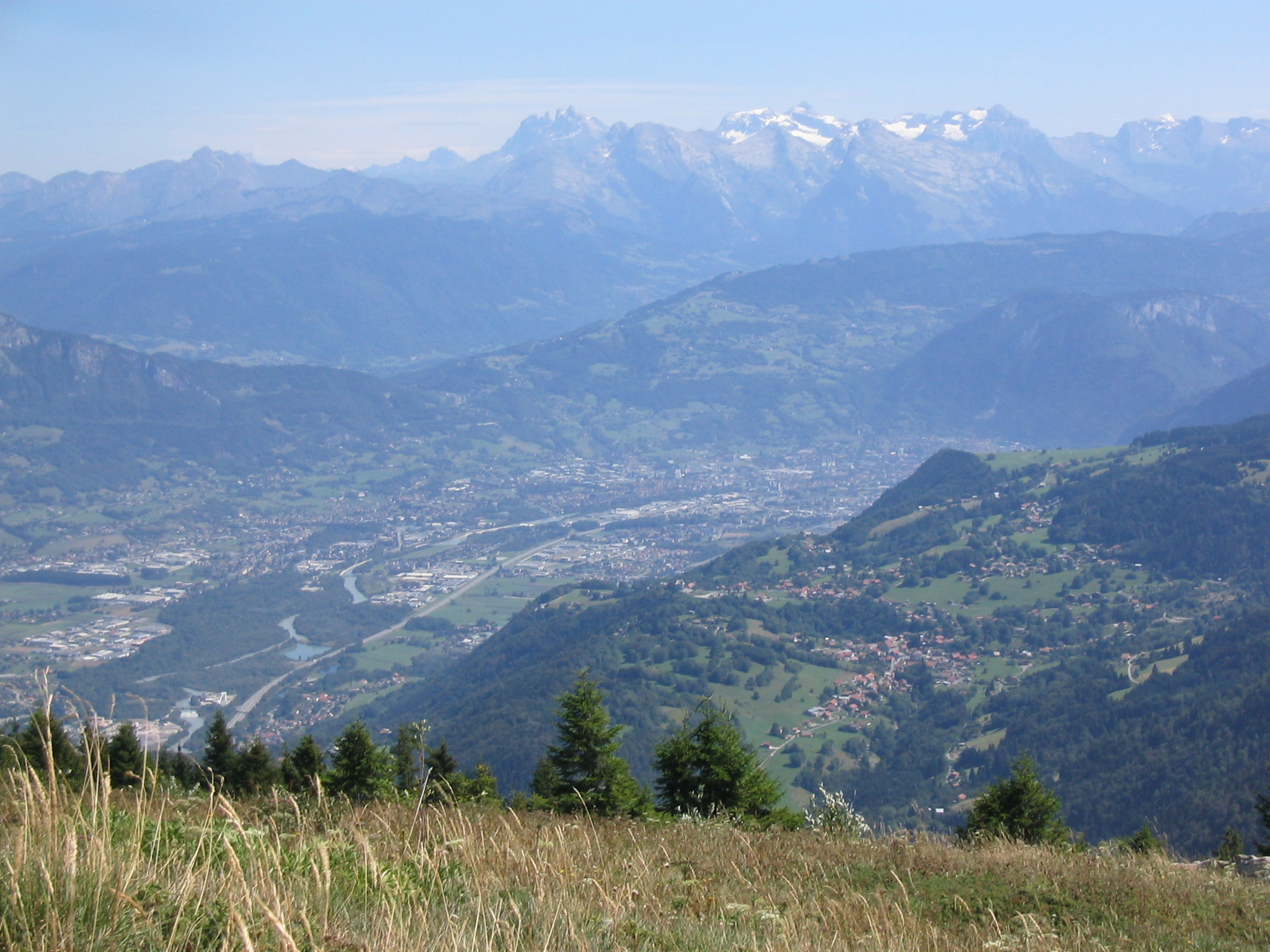
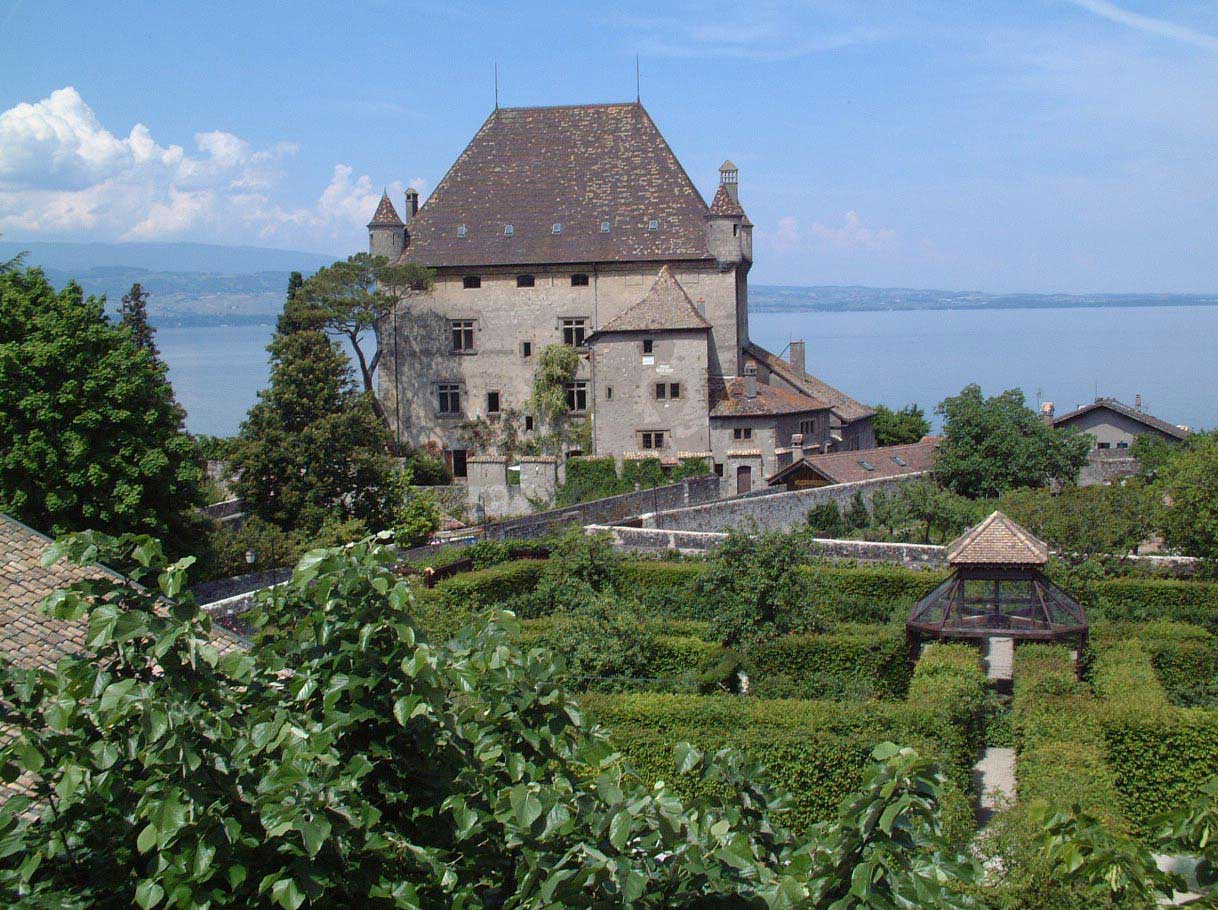

## أعلام
- ديانا بوكس